# San Esteban de las Dorigas
San Esteban de las Dorigas (San Esteban en asturiano y oficialmente) es una parroquia y lugar del concejo asturiano de Salas, en España. Su superficie es de 5,66 km² y alberga a 97 habitantes. Su templo parroquial se dedica a San Esteban.

## Historia
En las cercanías de la casería de Castiello se han identificado los restos de un castro, donde se encontraron dos fragmentos de una estela de época romana.

## Barrios y aldeas (2017)[2][3]
- Bulse (lugar)- 26 habitantes.
- Castiello (El Castiellu en asturiano y oficialmente) (casería) - 3 habitantes.
- Eiros (lugar) - 22 habitantes.
- Reconco (Reconcu) (casería) - 14 habitantes.
- La Rodriga (aldea) - 15 habitantes.
- San Esteban (lugar) - 15 habitantes.
- Villar (aldea)- 2 habitantes.